# Edificio de las Cajas Reales
El edificio de las Cajas Reales se encuentra ubicado en el centro histórico de Pachuca de Soto, Hidalgo, México. 

## Historia

### Antecedentes
Durante la Nueva España, los impuestos captados eran por concepto de la actividad económica como la minería, el comercio y la agricultura. La Real Hacienda, se configuró como un aparato tributario, gigantesco que cobraba impuestos a todos los súbditos de la Nueva España. La máquina tributaria constaba de dos aparatos sincronizados en España y en América. El primero estuvo centralizado por la Casa de la Contratación, y el Consejo de Indias.
El segundo era supervisado por los virreyes y gobernadores, hasta que en 1605, se crearon los tres Tribunales de Cuentas de Ciudad de México, Lima y Bogotá. Para la recaudación de los impuestos se crearon las Cajas Reales, cuya función era captar los impuestos para remitir el ingreso a la cabecera de distrito. Después el dinero se enviaba a la Casa de la Contratación, donde se asentaban las partidas pertinentes y se notificaba al monarca los ingresos disponibles. Las cajas reales se fueron construyendo de forma gradual, existieron dos tipos; las principales administradas por oficiales reales. La Caja Real de Pachuca entraría en esta categoría. Después estaban las subordinadas, dependientes de las primeras como la establecida en Zimapán.

### Construcción
En 1666, se funda institución de las Cajas Reales en Pachuca, para fomentar el ramo de minería, recoger los derechos reales y repartir los azogues. Por órdenes del Virrey, Antonio Sebastián de Toledo Molina y Salazar, II marqués de Mancera, el 8 de febrero de 1670 se mandó el edificio que además serviría de oficinas y habitaciones al Alcalde Mayor, Alférez y Colector Reales, y para el cumplimiento de la orden se decreto que todo el pueblo de la Provincia ayudaría en la construcción.  No hay un registro confiable acerca del tiempo que duró la construcción del edificio de una sola planta, pero la tradición habla de cinco años; con un costo de $100 000 pesos.

### Edificio  minero
La edificación fue levantada para guardar la plata que extraían los mineros de los cuatro reales de la comarca: el Real de Minas de Pachuca (Pachuca de Soto), el Real de Arriba (San Miguel El Cerezo), el Real del Monte (Mineral del Monte) y el Real de Atotonilco el Chico (Mineral del Chico). Igualmente custodiaban los sellos con que se marcaba lo que pertenecía al diezmo, se aseguraba la plata del “quinto real”. También se guardaba el azogue, material controlado para el beneficio y producción argentífera.
En la huelga minera de 1766, el 15 agosto un grupo de mineros sublevados entraron al edificio; y liberaron a sus compañeros encarcelados y posteriormente se dirigieron rumbo a Real del Monte, donde hubo otro tumulto. Las Cajas Reales se inundaron en 1772 ya que estaban a unos metros del río Pachuca.
Entre 1774-1775 el arquitecto José Joaquín García de Torres construyó la edificación que hoy se conserva. El edificio contaba con cochera, patios centrales, el cuarto del ante tribunal, la quadra fuerte, la pieza de la contaduría, vivienda, recámara para los funcionarios reales, bodega y azoguez, cuartos para mosos, covachas, paraderos, cuartos de alimentos, corrales para gallinas, caballerizas, cocina y cuartos para huéspedes.
Asimismo, este edificio fue tomado por los insurgentes el 23 de abril de 1812, durante la guerra de Independencia de México; obteniendo un motín conducido por José Francisco Osorno para José María Morelos y Pavón, para financiar una parte de la guerra. El 13 de junio de 1817 Servando Teresa de Mier, fue encarcelado en Soto la Marina, de donde fue conducido a la cárcel de la Inquisición de la Ciudad de México, en cuyo trayecto cruzó por Huejutla, Zacualtipán, Tulancingo, y Pachuca. El 27 de junio de 1817, se comunica al Comandante militar de Pachuca que lo traen preso por el camino de Huejutla, en donde se le recluyó en la cárcel de las Cajas Reales. La estancia en Pachuca se prolongó por casi dos semanas. En Pachuca se le intentó componer el brazo quebrado, la estancia en Pachuca se prolongó por casi dos semanas.
Durante la guerra de México con los Estados Unidos, la ciudad fue ocupada a finales de 1847; y existe la hipótesis de que este edificio fue ocupado y custodiado durante seis meses de ocupación. En 1850, fue vendido por el gobierno a la Compañía Minera. Durante la visita de Maximiliano de Habsburgo, a Pachuca el 26 de abril de 1865, se hospedó en el edificio por cortesía del director de la Compañía Minera.

### Abandono

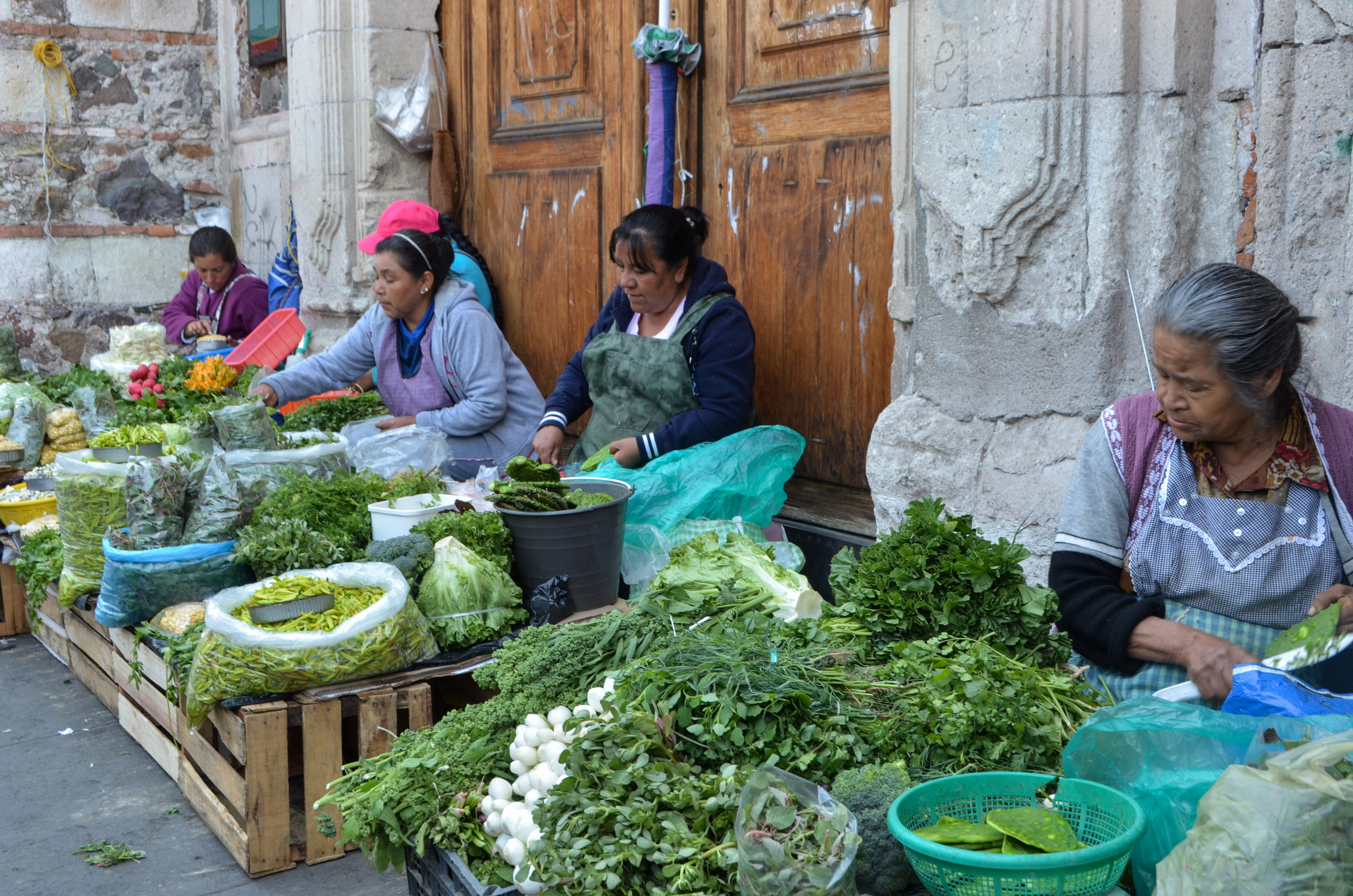
Mujeres vendiendo frutas, verduras y legumbres; en la puerta del edificio.

Con el tiempo albergó las oficinas de la Compañía Real del Monte y Pachuca, y un museo con joyas y restos de oro y plata de los virrey es de la Nueva España. Este museo dejó de funcionar, los elementos de exposición fueron llevados a otros sitios. Actualmente se encuentra en completo abandono y deteriorado. Algunas de las herramientas de metal que estaban expuestas en las paredes y bardas del lugar están en total deterioro, oxidados y algunos ya despegados o rotos.

## Arquitectura
El estilo de esta edificación es de estilo barroco, tanto en su fachada como en sus interiores. Es un edificio de dos niveles con patio central; en su costado sur, tuvo una plaza que se integraba al atrio. Las ventanas cuentan con balcones, con barandales y protecciones de hierro forjado. Sobresaliendo de la fachada dos mini torres flanqueando la puerta principal, y dos torreón coronados con ladrillo rojo en la parte norte que servía para la vigilancia del edificio. En la fachada norte, se observan sus detalles de cantera blanca, tanto en horizontales cornisas como en gárgolas.